# Districte de Rîșcani
El districte de Rîșcani (en romanès Raionul Rîșcani) és una de les divisions administratives a l'oest de la República de Moldàvia, fronterera amb Romania. La capital és Costești. L'u de gener de 2005, la població era de 69.300 habitants.